# Mark Ridderhof
Mark Ridderhof (25 april 1989) is een Nederlands voormalig basketballer. Hij is de zoon van René Ridderhof, die ook professioneel basketballer was. Hij zette op 15 oktober 2015 een punt achter zijn basketbalcarrière.

## Erelijst
- NBB-Beker (1): 2015